# Tipula sardosignata
Tipula sardosignata är en tvåvingeart som beskrevs av Mannheims och Theowald 1959. Tipula sardosignata ingår i släktet Tipula och familjen storharkrankar. Inga underarter finns listade i Catalogue of Life.